# شالشن
شالشن (به آلمانی: Schalchen) یک منطقهٔ مسکونی در اتریش است که در برونو آم این واقع شده‌است. شالشن ۴۱٫۱ کیلومتر مربع مساحت دارد ۴۳۸ متر بالاتر از سطح دریا واقع شده‌است.